# Kaletschkopf
Der Kaletschkopf ist ein 453,1 m ü. NHN Meter hoher Berg im Pfälzerwald.

## Geographie

### Lage
Der Berg befindet sich im äußersten Westen der Gemarkung der Stadt Dahn, deren Siedlungsgebiet rund vier Kilometer weiter nordwestlich liegt. Westlich des Berges befindet sich bereits die Gemarkungsgrenze zu Lemberg. An seinem Südwestfuß entspringt der Moosbach, der anschließend entlang des West- und des Nordfußes des Berges fließt und am Nordfuß zum Kranzwoog aufgestaut ist.
Benachbarte Berge sind der Edersberg 405,4 m ü. NHN im Südosten, der Kleine Mückenkopf (462 m ü. NHN) unmittelbar südlich, dessen höchster Punkt weniger als einen Kilometer vom Kaletschkopf entfernt ist, der Große Mückenkopf 484,9 m ü. NHN im Südwesten und der Braunsberg 463,4 m ü. NHN im Westen, wodurch er lediglich eine geringe Dominanz besitzt.

### Naturräumliche Zuordnung
1. Großregion 1. Ordnung: Schichtstufenland beiderseits des Oberrheingrabens
2. Großregion 2. Ordnung: Pfälzisch-saarländisches Schichtstufenland
3. Großregion 3. Ordnung: Pfälzerwald
4. Region 4. Ordnung (Haupteinheit): Wasgau
5. Region 5. Ordnung: Dahner Felsenland

## Kultur
Am Südwestfuß befindet sich der Ritterstein 205, der auf die Moosbachquelle verweist und am Südhang der Ritterstein 207.

## Natur
Entlang des Nord- und Westfußes erstreckt sich das Naturschutzgebiet Moosbachtal.

## Tourismus
Über den Berg verläuft die Kaletschkopf-Tour und in der Nähe ihres Westfußes die Biosphärentour.